# Royal Agricultural University
Die Royal Agricultural University (RAU) ist eine 1845 durch die Royal Agricultural Society of England als Royal Agricultural College (RAC) gegründete Universität in Großbritannien. Die Universität wird durch eine Royal Charter der Königin Victoria I. aus dem Gründungsjahr unter besondere Patenschaft der Krone gestellt. Die Universität ist in Großbritannien als Unternehmen registriert als Royal Agricultural University Enterprises Ltd.
Neben akademischen Abschlüssen in Landwirtschaft bietet die Universität noch Abschlüsse in weiteren in der Landwirtschaft erforderlichen Fähigkeiten, darunter Business Management, Pferdemanagement, Landmanagement und Tourismus. Zu Lehrzwecken werden ausgedehnte Flächen für landwirtschaftliche Betriebe unterhalten.

## Geschichte
Die Idee für ein landwirtschaftliches College wurde schon 1843 im Fairford and Cirencester Farmers Club geboren. Stimuliert durch den Mangel an regierungsseitiger Unterstützung für die Ausbildung von Landwirten, versammelte Robert Jeffreys-Brown Interessierte, um sich dieses Problems anzunehmen. Ihr erklärtes Ziel war es, wissenschaftliche Erkenntnisse in die Arbeit der Bauern einfließen zu lassen. Ein Flugblatt wurde veröffentlicht und mit der Unterstützung von reichen Landbesitzern und ohne Regierungsunterstützung wurde Geld gesammelt.

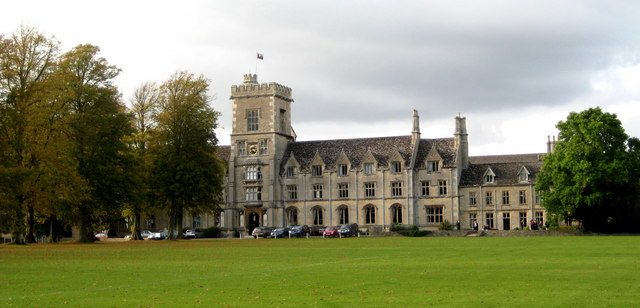
Denkmalgeschütztes Gebäude der RAU

Der Präsident der Vereinigung, Lord Bathurst, mietete Land für die Errichtung eines Gebäudes in viktorianischen Stil, das 1845 in Angriff genommen wurde. Der Baumeister Thomas Bridges aus Cirencester errichtete das Gebäude nach Plänen von Samuel Whitfield Daukes. Noch im gleichen Jahr unterzeichnete Königin Victoria die Royal Charter für die erste landwirtschaftliche Hochschule im englischsprachigen Raum. Schon im September wurden die ersten 25 Studenten aufgenommen. 1846 erhöhte sich die Anzahl der Studenten schon auf 108. Viele der frühen Absolventen arbeiteten aber nicht in der englischen Landwirtschaft, sondern bewarben sich auf Positionen im Kolonialdienst der Krone oder im diplomatischen Dienst ihrer Majestät.
Trotz dieser Zahlen waren die ersten Jahre von finanziellen Schwierigkeiten gekennzeichnet. Der Präsident, Lord Bathurst, wurde wegen Inkompetenz entlassen und mehrere Professoren verließen das College wegen der schwierigen Umstände. Beim Ausbruch des Ersten Weltkriegs meldeten sich viele Studenten und Lehrkräfte freiwillig zum Militärdienst und das College schloss seine Pforten für acht Jahre. 1923 wurde es in Gegenwart von König Georg V. und Königin Mary wiedereröffnet. Unterstützt wurde die Wiedereröffnung auch durch den möglicherweise bekanntesten Ehemaligen, Lord Bledisloe, den späteren Generalgouverneur von Neuseeland.
1932 übernahm Robert „Bobby“ Boutflour die Leitung des Colleges. Unter seiner Führung wuchs die Bedeutung und Wirkung auf den heutigen Stand. Er erweiterte die Studentenschaft von 50 auf 800, trieb das Kapital für substanzielle Erweiterungen auf und führte akademische Abschlüsse ein. Sein Nachruf bezeichnete ihn als „…the most capable, colourful and forceful character that ever adorned the fields of agriculture“ (…den fähigsten, farbigsten und machtvollsten Menschen, der je das Feld der Agrarwissenschaften beschritt).
Trotz der erheblichen Fortschritte des Colleges wurde die Schule 1939 durch die Royal Air Force beschlagnahmt und während des Zweiten Weltkriegs von dieser genutzt. 1945 wurde die Schule zum 100. Gründungstag erneut mit 80 neuen Studenten eröffnet. Die Anzahl der Studenten nahm wieder zu und erreichte 1958 452 Studenten in dem Jahr, in dem sich Boutflour von der Präsidentschaft zurückzog.
Boutflour folgte Frank Garner als Leiter und erhöhte die Anforderungen für die Abschlüsse. Dessen Nachfolger, Sir Emrys Jones, ließ die Hosier Library und das Frank Parkinson Lecture Theatre errichten. Vic Hughes, der auf Jones folgte, erhöhte erneut die Anforderungen und führte viele noch heute angebotene Kurse ein. 1979 wurden die ersten weiblichen Studenten zugelassen. Der erste moderne Studiengang wurde 1984 noch in Zusammenarbeit mit der University of Reading durchgeführt und führte zu einem BSc in Rural Land Management. Später forderte das RAC vom Privy Council das Recht ein, selbständig Abschlüsse zu vergeben.
Bis 2001 war das College unabhängig von Beiträgen der Regierung geblieben. Die Studiengebühren mit GBP 5000 bis  6000 waren so hoch, dass nur wenige sich ein Studium am RAC leisten konnten. Ab 2001 zahlte das Higher Education Funding Council for England (HEFCE) einen Beitrag und ermöglichte es so weiteren Studenten mit unterschiedlichem Hintergrund, ein Studium zu absolvieren.
2013 verlieh das Privy Council dem College vollen Universitätsrang, als die Studentenzahl über 1000 stieg. Die Beantragung der Bezeichnung „University“ führte zu Protesten von Alumni, die durch die Namensänderung einen Verlust an Reputation befürchteten.

## Zahlen zu den Studierenden und den Mitarbeitern
Im Studienjahr 2022/2023 nannten sich von den 1100 Studenten der Royal Agricultural University 580 weiblich (52,7 %) und 515 männlich (46,8 %). Von den 1125 Studenten 2019/2020 waren 590 weiblich (52,4 %) und 535 männlich (47,6 %). 925 kamen aus England, 15 aus Schottland, 30 aus Wales und 30 aus der EU. Die Universität beschäftigte 55 wissenschaftliche Mitarbeiter.

### Über die Royal Agricultural University
- Roger Sayce (1992) The history of the Royal Agricultural College, Cirencester: an independent college;
- D. Verey (1970) The Buildings of England: Gloucestershire 1 The Cotswolds, (1970), Seite 183 (über die denkmalgeschützten Gebäude der Universität)

## Persönlichkeiten
- James Hamilton, 5. Duke of Abercorn (* 1934), Politiker
- Charles Bathurst, 1. Viscount Bledisloe (1867–1958), der spätere Generalgouverneur von Neuseeland[7], 1893 bis 1896 am RAC[14]
- Mark Phillips (* 1948)[8]
- Richard Benyon (* 1960)[8]